# Kvirinál

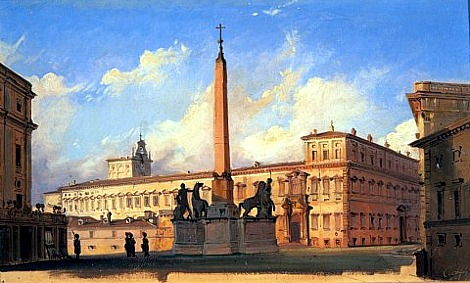
I. Caffi: Kvirinálské náměstí 1847

Sedm pahorků města Říma

Kvirinál, italsky Colle Quirinale, je pahorek ve středu města Říma (rione Monti) a je to nejsevernější ze „Sedmi pahorků“, na nichž stál starověký Řím. Kvirinálský palác je sídlem italského prezidenta, takže „Kvirinál“ se někdy užívá jako označení italské vlády a státu.

## Historie
Podle pověsti sídlili na Kvirinálu Sabinové i jejich král Titus Tatius a název pochází od sabinského boha Quirina. Od republikánské doby byl místem přepychových vil, protože zde byl lepší vzduch než dole u řeky.

## Popis
Na vrcholku, který je jen asi 57 m nad mořem, je Kvirinálské náměstí (Piazza del Quirinale) s Kvirinálským palácem z roku 1583, původně letním sídlem papežů, od roku 1870 italských králů a od roku 1946 prezidentů. Za palácem je rozsáhlý park Giardini del Quirinale.
- Naproti stojí barokní Palazzo della Consulta z let 1732–1735, od roku 1955 sídlo italského ústavního soudu.
- Barokní kostel Sant’Andrea al Quirinale postavil v letech 1658–1670 Gian Lorenzo Bernini. Oválná stavba má oltář i vchod na delších stranách, takže osa kostela je kolmá k ose budovy.
- Maličký kostelík San Carlo alle Quattro Fontane postavil v letech 1634–1641 Francesco Borromini.
- V kostele Santa Maria della Vittoria, které po roce 1605 postavil Carlo Maderno, je slavná socha sv. Terezie z Ávily od Berniniho z roku 1646.
- Kostel Santa Maria degli Angeli e dei Martiri, který stojí na střední části Diokleciánových lázní, začal stavět roku 1563 Michelangelo Buonarroti, který však o rok později zemřel.

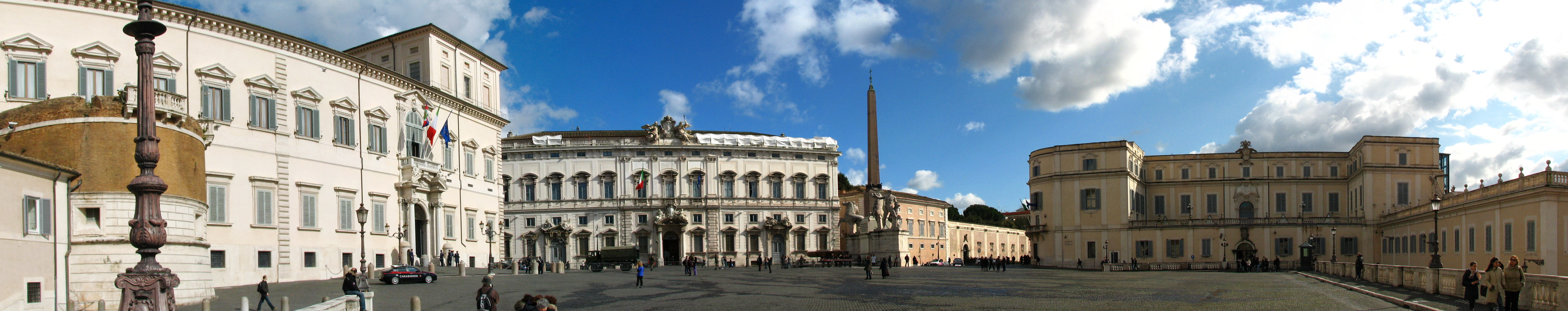
Piazza del Quirinale, panorama: vlevo Kvirinálský palác, uprostřed Palazzo della Consulta, vpravo Scuderie.